# Justin Alston
Justin Alexander Alston (Washington, 2 luglio 1994) è un cestista statunitense.